# Tëbza
La Tëbza (in russo Тёбза?) è un fiume della Russia europea centrale affluente della Kostroma. Scorre nell'oblast' di Kostroma.

## Descrizione
Il fiume ha origine dal piccolo lago Skomorochovskoe nel nord del distretto Ostrovskij e scorre per tutta la sua lunghezza verso nord-ovest, in modo tortuoso. La larghezza del fiume nel corso superiore non supera i 10 metri, quindi il fiume si espande a 20-30 metri. Nell'alto e medio corso le aree boschive lungo le sponde si alternano a prati e paludi; in quello inferiore, alle spalle del villaggio di Borok, la Tëbza entra in una zona di foresta continua, che si estende fino alla confluenza nella Kostroma, a 102 km dalla foce (a sud-ovest di Buj). Il fiume ha una lunghezza di 140 km, l'area del suo bacino è di 1 160 km².
Sulla riva sinistra della Tëbza, nel villaggio di Borok, c'è l'antico monastero del Santo Precursore Jacobo-Železnoborovskij.

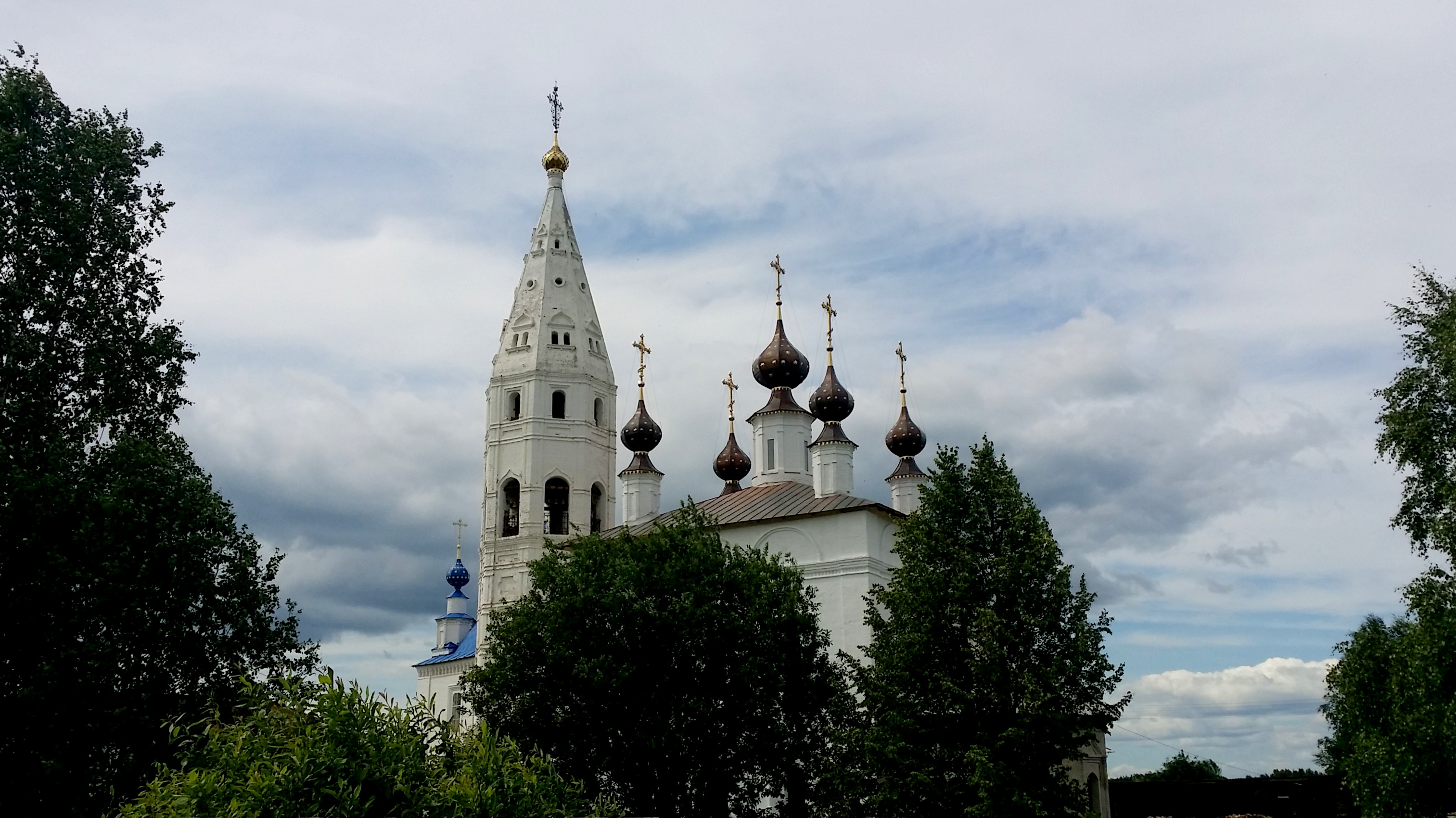
Il monastero del Santo Precursore Jacobo-Železnoborovski